# Orvosi Szemle
Orvosi Szemle 1928. január 1-jétől 1938. október 15-ig Kolozsvárt havonta megjelenő orvosi szakfolyóirat. Utódlapjai a temesvári Praxis Medici, majd 1955-től a marosvásárhelyi OGYI által újra indított Orvosi Szemle és tükörfordítása román nyelven Revista Medicală, 1975-től már csak román címen jelent meg, magyar anyagot alig, majd egyáltalán nem tartalmazott.

## Története (1928-1938)
Szerkesztője Herskovits Izidor, kiadója Nagy Samu. Az első kilenc szám címe kétnyelvű: Revista Medicală – Orvosi Szemle, a 10. számtól kezdve német címe is van: Ärtzliche Rundschau. A II. évfolyamtól a fedőlapon Pataki Jenő főmunkatárs neve is szerepel. A tizenegy éven át folyamatos lap igényes kivitelezését az első három évben a Deutscher Bote, majd az Uránia, később a Victoria, végül a Pallas kolozsvári székhelyű nyomdák biztosították.
A lap az egész világ fontosabb orvosi eseményeiről beszámolt. Az összefoglaló referátumok közül megemlítjük a Herskovits testvérek (Ferenc, Jenő és Izidor) röntgendiagnosztikai dolgozatait (1928-33), Heller József (1928) és Vitályos András (1932-33) nőgyógyászati közleményeit, Traub Vilmosnak a tuberkulózis kezeléséről szóló (1928-31), Blatt Miklósnak a szemészeti közléseit (1929), Koleszár László (1929) és Havas József (1931) értekezését a mandulagyulladásról s a mandulaműtétről, Jakobi Józsefét a spanyolnátháról (1931), Hajnal Györgyét a gonorrhaea gyógyításáról (1930), Joó István beszámolóját a víz anyagcsere patológiájáról (1937).
Jellemző az Orvosi Szemle széles elterjedtségére és befogadó szerepére a vidéki orvosok kimerítő beszámolóinak sora is. Így a szilágysomlyói Mártonfi István a vörhenyről (1928), a galgói Wettenstein [Bárd] Oszkár a bőrön át történő gyógyításról (1928), a nagyváradi Berger József a májkészítmények terápiás hatásáról (1930), az aradi Kilényi Albert a reuma kezeléséről (1931), a dési Parádi Ferenc a villanyáram okozta balesetekről (1932), a szovátai Gidáli József a női betegségek fizikoterápiás kezeléséről (1933), a köröskisjenői Gross Sándor a cukorbetegek kezeléséről (1934), a szamosújvári Lebedy Jenő az immunterápiáról (1935), a temesvári Simon Gyula a kalciumterápiáról (1935) adott tapasztalati beszámolót.
Rendszeresen megjelentek az orvostudományi élet erdélyi hírei: jelentések az EME orvostudományi szakosztályának üléseiről és kongresszusairól, a Romániai Kisebbségi Orvosok Jóléti Szövetségének megalakulásáról, alapszabályzatáról és kongresszusáról, a Paul Ehrlich Orvostudományi Egyesület működéséről.
Külföldi egyetemek tanárai is küldtek dolgozatokat, így Horay Gusztáv (1929), Greiner Irén és Mosonyi János Budapestről (1930), Sarudy Elemér Debrecenből vagy Friedmann Jenő Clevelandből (1928).
A fogorvosok óhajára 1929-ben megindult Stomatologia címmel a lap fogászati melléklete is Vass Zoltán szerkesztésében, főmunkatárs Kopár Gerő. 1931-től a melléklet címe már a lap fejlécén is megjelent, ekkortól Krémer Ármin szerkesztette. A fogászati anyagból kiemelkedett Orient Gyula dolgozata a nyelv jó- és rosszindulatú megbetegedéséről (1937). A vidéki munkatársak közt tűnt fel Csőgör Lajos nagyenyedi iskolai fogorvos neve.
A lap anyagi okok miatt 1938 végén megszűnt. Szerepét tematikailag a Praxis Medici című temesvári orvosi lap vette át, majd 1955-ben az OGYI újra indította az Orvosi Szemlét.

### Erdélyi Orvostörténeti Arcképek
Az Orvosi Szemle állandó rovata volt az Erdélyi Orvostörténeti Arcképek Pataki Jenő orvostörténész értékes közleményeivel. 1933-tól Erdélyi Orvosi Emlékek alcímmel jelent meg a rovat, művelődéstörténeti cikkekkel gyarapítva a tanulmányok sorát. Pápai Páriz Ferencnek három tanulmányban állítottak emléket (1928/1, 1933/8 és 1934/5), kiemelve az 1690-es Pax Corporis korabeli jelentőségét. Érdekes a segesvári lepraszószékről (1933/1), az erdélyi ásványvizek élettanáról (1934/4) szóló s a Bolyai János betegsége (1934/10) c. tanulmány.
Az arcképek kötetbe gyűjtve is megjelentek: Pataki Jenő: Az erdélyi orvoslás kultúrtörténetéből. A bevezető tanulmányt írta: Prof. Izsák Sámuel. Piliscsaba, 2004. Magyar Tudománytörténeti Intézet. 411 old. A latin szövegrészeket fordította: Magyar László András. Pataki Jenő szakirodalmi munkásságát összegző bibliográfiai fejezetet szerkesztette: Perjámosi Sándor. A művet sajtó alá rendezte: Gazda István. (Magyar Tudománytörténeti Szemle Könyvtára 37.); Átdolgozott kiadása: Pataki Jenő: Az erdélyi orvoslás történetéből. Az utószót írta és a bibliográfiai függeléket összeállította: Perjámosi Sándor. Bp., 2011. SOMKL – MATI. 368 p. (Magyar Tudománytörténeti Szemle Könyvtára 80.)

## Története (1955-1989)
A marosvásárhelyi OGYI folyóirata 1955-ben indult, eredetileg két önálló lapként: magyarul (Orvosi Szemle) és román tükörfordításban (Revista Medicală) néven. 1975-től kezdve a két folyóiratot egybevonták, a román cím alatt folytatódó lapban tíz százalékot sem ért el a magyar anyag. A megjelenő fizikai, vegytani, növénytani, tudománytörténeti írásokkal az orvosi és gyógyszerészeti keretet túllépve, húsz éven át az egyedüli magyar nyelven is közlő természettudományi szakfolyóirat Romániában.
Főszerkesztője az OGYI mindenkori rektora: Andrásofszky Tibor (1955-64), Csőgör Lajos (1964-67), ez utóbbi és Puskás György (1967-68), majd Puskás György (1969-76), László János (1977-84), Gh. Victor Emilian Bancu (1985-88) és Ion Pascu (1989-től kezdve). A magyar nyelvű kiadvány szerkesztője haláláig Spielmann József volt.
Fennállásának nagyobb részében évi négy szám jelent meg, két évfolyamát hat szám képviseli (1957-58), az összevonástól kezdve évenként két számot adtak ki. A magyar lapcím és kellő számú anyag csak az 1991-es összevont 1-2. számban jelent meg újra. 1991-től kettős címe Revista de Medicină și Farmacie – Orvosi és Gyógyszerészeti Szemle; román, magyar, angol, francia, német nyelvű cikkeket, összefoglalókat közöl, szerkesztőbizottságának magyar tagjai: Fazakas Béla és Seres-Sturm Lajos, szerkesztőségi titkára Szilágyi Lajos.
A lap alcíme a második megjelenési évtől kezdve arra utal, hogy az OGYI szűkebb munkakörén túl az Orvostudományi Társaság, majd az Orvostudományi Társaságok Szövetsége kiadványa is. A benne közzétett tanulmányokat rendszeresen ismertették a különböző nemzetközi referáló szakfolyóiratok. Így a közben egyetemmé emelt OGYI tanszékeinek tudományos kutatási eredményei nemzetközi közkinccsé is váltak.
A lap tárgykörében szerepelnek az orvosi biológia, biofizika, biokémia, az anatómia, kórbonctan, szövettan, élettan, kórélettan, mikrobiológia, vírustan, parazitológia, a belgyógyászat, sebészet, fül-orr-gégegyógyászat, szemészet, bőr- és nemi betegségek, radiológia, nőgyógyászat és szülészet, a fürdőgyógyászat, ortopédia, urológia, tüdőgyógyászat, gyermekgyógyászat, elmegyógyászat és idegsebészet, a közegészségtan, járványtan, törvényszéki orvostan, társadalomorvostan, nemkülönben a gyógyszertan, a fogászat kutatási eredményei, kifejezve az OGYI keretében folyó tudományos kutatómunka és témamegoszlás európai színvonalát.
Az orvostudomány történetéből c. külön rovatban Spielmann József és Valeriu Bologa a román-magyar orvosi kapcsolatok múltjából közölt adatokat (1955), Pápai Páriz Ferenc orvosdoktori értekezéséről Kótay Pál írt (1956), a marosvásárhelyi kórház történetét Halász Boriska vázolta fel (1957), Szabó T. Attila a Lencsés György-féle 16. századi Ars Medica orvosi műről írt (1958), Vita Zsigmond egy nagyenyedi kórházalapítást ismertetett (1960), az erdélyi balneoterápiában használt gyógynövényekről Rácz Gábor és Lázár Színi Karola számolt be (1968), a kolozsvári Orvosi Sebészeti Intézet első évtizedét Szőkefalvy-Nagy Zoltán (1967), a kolozsvári fogászati oktatás kezdetét Orbán János (1969) dolgozta fel.
A lapnak 1964 és 1974 között, majd az 1980-as évek végétől máig van Gyógyszerészeti kérdések c. rovata is, melyben a gyógyszerészeti kar munkatársai, valamint gyakorló gyógyszerészek teszik közzé írásaikat. Ezeket a gyógyszerészeti szakirodalom gyűjtőcímszó említi.

## Az Orvosi Szemle további ismert szerzői
|  |  |  |  | - Ander Zoltán - Andrásofszky Tibor - Bajkó Barabás - Balogh László - Barabás Béla - Bedő Károly - Birek László - Blazsek Vladimir Sándor - Csedő Károly - Csiky János - Csőgör Erzsébet - Diénes Sándor - Dóczy Pál István - Feszt György, id. - Feszt György, ifj. - Fugulyán Katalin - Füzi József - Grépály András - Gyéresi Árpád | - Horváth Tibor - Imreh István - Izsák Sámuel - Jakobi József - Jozefovits Ferenc - Kasza László - Kemény György - Kerekes Medárd - Kerekes Sándor - Kertész Endre - Kisgyörgy Zoltán - Kiss Árpád - Kiss Ervin - Kiss György - Kiss-Eperjessy Anna - Koczka György - Kolumbán Mózes - Komjátszegi Sándor - Kótay Pál - Kovács Endre - Kopp Elemér | - Krepsz Iván - Lázár László - L. Szini Karola - Maros Tibor - Módy Jenő - Molnár Vince - Monoki István - Mózes Magda - Nagy Pál - Nemes István - Sebe Béla - Soós Pál - Steiner Pál - Steinmetz József - Szabó Adorján Etelka - Szabó István - Szabó Béla - Szabó Endre - Szabó-Selényi Zsuzsa - Szánthó Éva - Száva János Zoltán | - Szentpétery József - Szerémy Bródy Margit - Szöllősi Árpád - Szőts Dániel - B. Takács Sára - Török Imre - Újváry Imre - Uray Zoltán - Vértes Oszkár - Vofkori József - Zágoni Elemér |